# Ministre de l'Emploi et de l'Immigration
Le ministre de l'Emploi et de l'Immigration est un ancien poste ministériel du gouvernement du Canada, existant de 1977 à 1996. Le 12 juillet 1996, le poste est aboli et remplacé par un ministre de la Citoyenneté et de l’Immigration (pour les attributions liées à l'immigration) et un ministre du Développement des ressources humaines (pour les attributions liées à l'emploi).

## Liste des ministres
| Titulaire Parti | Titulaire Parti   | Titulaire Parti                             | Début             | Fin             | Gouvernement   |
| --- | ----------------- | ------------------------------------------- | ----------------- | --------------- | -------------- |
| |                   | Bud Cullen Libéral                          | 15 août 1977      | 3 juin 1979     | 20e (Trudeau)  |
| |                   | Ron Atkey Progressiste-conservateur         | 4 juin 1979       | 2 mars 1980     | 21e (Clark)    |
| |                   | Lloyd Axworthy Libéral                      | 3 mars 1980       | 11 août 1983    | 22e (Trudeau)  |
| |                   | John Roberts Libéral                        | 12 août 1983      | 29 juin 1984    | 22e (Trudeau)  |
| 30 juin 1984 | 16 septembre 1984 | John Roberts Libéral                        | 23e (Turner)      |                 |                |
| |                   | Flora MacDonald Progressiste-conservateur   | 17 septembre 1984 | 29 juin 1986    | 24e (Mulroney) |
| |                   | Benoît Bouchard Progressiste-conservateur   | 30 juin 1986      | 30 mars 1988    | 24e (Mulroney) |
| |                   | Barbara McDougall Progressiste-conservateur | 31 mars 1988      | 20 avril 1991   | 24e (Mulroney) |
| |                   | Bernard Valcourt Progressiste-conservateur  | 21 avril 1991     | 24 juin 1993    | 24e (Mulroney) |
| 25 juin 1993 | 3 novembre 1993   | Bernard Valcourt Progressiste-conservateur  | 25e (Campbell)    |                 |                |
| |                   | Lloyd Axworthy Libéral                      | 4 novembre 1993   | 24 janvier 1996 | 26e (Chrétien) |
| |                   | Doug Young Libéral                          | 25 janvier 1996   | 11 juillet 1996 | 26e (Chrétien) |
| Abolition du poste, remplacé par les postes de ministre de la Citoyenneté et de l’Immigration et de ministre du Développement des ressources humaines |                   |                                             |                   |                 |                |

### Postes connexes

#### Ministre d'État (Immigration) (1985-1988)
| Titulaire Parti | Titulaire Parti | Titulaire Parti                        | Début        | Fin          | Cabinet        |
| --------------- | --------------- | -------------------------------------- | ------------ | ------------ | -------------- |
|                 |                 | Gerry Weiner Progressiste-conservateur | 20 août 1985 | 29 juin 1986 | 24e (Mulroney) |
|                 |                 | Gerry Weiner Progressiste-conservateur | 30 juin 1986 | 30 mars 1988 | 24e (Mulroney) |

#### Ministre d'État (Emploi et Immigration) (1998-1993)
| Titulaire Parti | Titulaire Parti | Titulaire Parti                               | Début          | Fin            | Cabinet        |
| --------------- | --------------- | --------------------------------------------- | -------------- | -------------- | -------------- |
|                 |                 | Monique Vézina Progressiste-conservateur      | 31 mars 1988   | 3 janvier 1993 | 24e (Mulroney) |
|                 |                 | Pauline Browes (en) Progressiste-conservateur | 3 janvier 1993 | 24 juin 1993   | 24e (Mulroney) |